# Pays Cathare
Pays Cathare, Katharerland, ist ein Begriff, der vom Département Aude vor allem aus touristischen Gründen verwendet wird. Er umschreibt nicht das Gebiet, auf dem sich im Mittelalter die Katharer ausgebreitet hatten, sondern benennt ungefähr die Region Corbières, ein zum Languedoc-Roussillon gehörendes Gebiet; dort lagen die meisten königlichen Burgen, die auch als „châteaux cathares“ bekannt sind (ein irreführender Begriff, weil es teils Schlösser der Katharer waren, teils Schlösser des französischen Königs, der die Katharer bekämpfte). Das bekannteste dieser Schlösser ist die Burg Montségur.
Das 'Conseil général de l'Aude' ließ den Begriff « Pays Cathare » 1991 als “marque déposée” registrieren bzw. schützen. Das Programm „Pays Cathare“ möchte die kulturellen und touristischen Besonderheiten und Schätze der Region Aude schützen, würdigen und nutzen, lokale Initiativen koordinieren. Auch sollen die Vermarktungsorganisationen der Produzenten der Region unterstützt werden, als da sind die Produzenten von Lammfleisch, Rindfleisch und Schweinefleisch, Honig, Milch, Brot, Kunsthandwerk, Feinschmeckerprodukten sowie Hotels, Restaurants, Gîtes, Gästezimmer und Einzelhändler.
Der 'Train du Pays Cathare et du Fenouillèdes' (TPCF) fährt durch das Pays Cathare.
Den Flughafen Carcassonne bei Carcassonne nannte man ‚Aéroport de Carcassonne en Pays Cathare’.

## Burgen, Abteien und Klöster
- Abtei Saint-Papoul in Saint-Papoul
- Burgruine Saissac in Saissac
- Kloster Villelongue in Saint-Martin-le-Vieil
- Châteaux de Lastours in Lastours
- Abtei Caunes-Minervois in Caunes-Minervois
- Carcassonne
- Abtei Saint-Hilaire in Saint-Hilaire
- Abtei Sainte-Marie de Lagrasse in Lagrasse
- Abtei Sainte-Marie de Fontfroide in Narbonne
- Burg Villerouge-Termenès in Villerouge-Termenès
- Burg Termes in Termes
- Burg Arques in Arques
- Burg Puivert in Puivert
- Burg Usson in Usson
- Burg Puilaurens in Puilaurens
- Burg Peyrepertuse in Duilhac-sous-Peyrepertuse
- Burg Quéribus in Cucugnan
- Burg Aguilar in Tuchan
- Sainte-Marie in Alet-les-Bains